# Slaget ved Derby
Slaget ved Derby var et slag, der foregik i 917 imellem angelsaksere ledet at Ætheflæd og vikinger i en fæstning ved Derby. På dette tidspunkt havde den lokale vikingehøvding sandsynligvis sluttet sig til hærerne fra Northampton og Leicester i en række plyndringstogter i Mercia. Æthelflæd udnyttede den svækkede burh, og overfaldt den med succes, hvormed hele området blev annekteret af den engelske del af Mercia.
Den Angelsaksiske Krønike beretter at om året 917 at "Før lammas erobrede Æthelflæd, frue af mercianerne, området kaldet Derby. Med den alt der hørte til. Der blev også dræbt fire thegne, der var hende kære inden for portene."
Danerne kan etableret deres militære hovedkvarter i det tidligere romerske fort Derventio. Fortet der havde et areal på omkring 24.000 m2 med en rektangulær udbredelse ville have givet deres burh et areal på ca. hides. Vikingerne havde slået lejr ved det nærliggende Repton i 874, og de havde forladt den igen et år senere efter stor sygdom (i 1977 blev der fundet en massegrav med omrking 250 lig fra vikingetiden.